# Fabio Pisacane
Fabio Pisacane (28. leden 1986, Neapol, Itálie) je italský fotbalový trenér a bývalý fotbalový obránce. Od sezony 2025/26 vede italské Cagliari.

## Statistika

### Hráčská
| Sezóna              | Klub                | Liga                | Liga   | Liga | Ligové poháry | Ligové poháry | Ligové poháry | Kontinentální poháry | Kontinentální poháry | Kontinentální poháry | Celkem | Celkem |
| Sezóna              | Klub                | Soutěž              | Zápasy | Góly | Soutěž        | Zápasy        | Góly          | Soutěž               | Zápasy               | Góly                 | Zápasy | Góly   |
| ------------------- | ------------------- | ------------------- | ------ | ---- | ------------- | ------------- | ------------- | -------------------- | -------------------- | -------------------- | ------ | ------ |
| 2004/05             | Janov               | Serie B             | 1      | 0    | -             | 0             | 0             | -                    | 0                    | 0                    | 1      | 0      |
| 2005/06             | Ravenna             | Serie C1            | 12     | 0    | IP            | 0             | 0             | -                    | 0                    | 0                    | 12     | 0      |
| 2006/07             | Cremonese           | Serie C1            | 21     | 0    | IP            | 2             | 0             | -                    | 0                    | 0                    | 23     | 0      |
| 2007/08             | Lanciano            | Serie C1            | 23+2   | 0    | IP            | 0             | 0             | -                    | 0                    | 0                    | 25     | 0      |
| 2008/09             | Lumezzane           | Lega Pro 1          | 32     | 2    | IP            | 1             | 0             | -                    | 0                    | 0                    | 33     | 2      |
| 2009/10             | Ancona              | Serie B             | 22     | 0    | IP            | 1             | 0             | -                    | 0                    | 0                    | 23     | 0      |
| 2010/11             | Lumezzane           | Lega Pro 1          | 29     | 3    | IP            | 0             | 0             | -                    | 0                    | 0                    | 29     | 3      |
| Celkem za Lumezzane | Celkem za Lumezzane | Celkem za Lumezzane | 61     | 5    | -             | 1             | 0             | -                    | 0                    | 0                    | 62     | 5      |
| 2011/12             | Ternana             | Lega Pro 1          | 32     | 3    | -             | 0             | 0             | -                    | 0                    | 0                    | 32     | 3      |
| 2012/13             | Ternana             | Serie B             | 7      | 0    | IP            | 2             | 0             | -                    | 0                    | 0                    | 9      | 0      |
| Celkem za Ternanu   | Celkem za Ternanu   | Celkem za Ternanu   | 39     | 3    | -             | 2             | 0             | -                    | 0                    | 0                    | 41     | 3      |
| 2013/14             | Avellino            | Serie B             | 39     | 0    | IP            | 3             | 0             | -                    | 0                    | 0                    | 42     | 0      |
| 2014/15             | Avellino            | Serie B             | 39+2   | 1    | IP            | 3             | 0             | -                    | 0                    | 0                    | 44     | 1      |
| Celkem za Avellino  | Celkem za Avellino  | Celkem za Avellino  | 80     | 1    | -             | 6             | 0             | -                    | 0                    | 0                    | 86     | 1      |
| 2015/16             | Cagliari            | Serie B             | 30     | 1    | IP            | 1             | 0             | -                    | 0                    | 0                    | 31     | 1      |
| 2016/17             | Cagliari            | Serie A             | 29     | 1    | IP            | 0             | 0             | -                    | 0                    | 0                    | 29     | 1      |
| 2017/18             | Cagliari            | Serie A             | 24     | 0    | IP            | 2             | 0             | -                    | 0                    | 0                    | 26     | 0      |
| 2018/19             | Cagliari            | Serie A             | 27     | 1    | IP            | 1             | 1             | -                    | 0                    | 0                    | 28     | 2      |
| 2019/20             | Cagliari            | Serie A             | 30     | 1    | IP            | 1             | 0             | -                    | 0                    | 0                    | 31     | 1      |
| 2020/21             | Cagliari            | Serie A             | 5      | 0    | IP            | 2             | 0             | -                    | 0                    | 0                    | 7      | 0      |
| Celkem za Cagliari  | Celkem za Cagliari  | Celkem za Cagliari  | 145    | 4    | -             | 7             | 1             | -                    | 0                    | 0                    | 152    | 5      |
| 2021                | Lecce               | Serie B             | 10     | 0    | -             | 0             | 0             | -                    | 0                    | 0                    | 10     | 0      |
| 2021/22             | Lecce               | Serie B             | 0      | 0    | IP            | 0             | 0             | -                    | 0                    | 0                    | 0      | 0      |
| Celkem za Lecce     | Celkem za Lecce     | Celkem za Lecce     | 10     | 0    | -             | 0             | 0             | -                    | 0                    | 0                    | 10     | 0      |
| Celkově             | Celkově             | Celkově             | 412    | 13   | -             | 19            | 1             | -                    | 0                    | 0                    | 431    | 14     |

### Trenérská
| Sezóna  | Klub     | Liga    | Liga   | Liga  | Liga   | Liga   | Liga     | Národní poháry | Národní poháry | Národní poháry | Národní poháry | Národní poháry | Národní poháry | Kontinentální poháry | Kontinentální poháry | Kontinentální poháry | Kontinentální poháry | Kontinentální poháry | Kontinentální poháry | Celkem | Celkem | Celkem | Celkem |
| Sezóna  | Klub     | Soutěž  | Zápasy | Výhry | Remízy | Prohry | Umístění | Soutěž         | Zápasy         | Výhry          | Remízy         | Prohry         | Úspěch         | Soutěž               | Zápasy               | Výhry                | Remízy               | Prohry               | Úspěch               | Zápasy | Výhry  | Remízy | Prohry |
| ------- | -------- | ------- | ------ | ----- | ------ | ------ | -------- | -------------- | -------------- | -------------- | -------------- | -------------- | -------------- | -------------------- | -------------------- | -------------------- | -------------------- | -------------------- | -------------------- | ------ | ------ | ------ | ------ |
| 2025/26 | Cagliari | Serie A | ?      | ?     | ?      | ?      | ?. místo | IP             | ?              | ?              | ?              | ?              | -              | -                    | 0                    | 0                    | 0                    | 0                    | -                    | ?      | ?      | ?      | ?      |
| Celkově | Celkově  | Celkově | ?      | ?     | ?      | ?      | -        | -              | ?              | ?              | ?              | ?              | -              | -                    | 0                    | 0                    | 0                    | 0                    | -                    | ?      | ?      | ?      | ?      |

## Úspěchy

### Hráčské
- vítěz 2. italské ligy (1x)

Cagliari: 2015/16